# Aldo Vuto
Aldo Vuto (Taranto, ...) è un mafioso italiano.
Considerato insieme ad Antonio Modeo uno dei fondatori della Nuova camorra pugliese è diventato nel 1980 affiliato alla Nuova Camorra Organizzata di Raffaele Cutolo.
In seguito è diventato uno dei più temuti boss della criminalità tarantina iniziando a operare nei traffici illeciti della propria città, in particolar modo nel contrabbando di tabacchi. In seguito a un processo del 1990 è stato arrestato per associazione mafiosa.